# Cadillacs et Dinosaures
Pour les articles homonymes, voir Cadillac, Dinosaur et Cadillacs and Dinosaurs.
Cadillacs et Dinosaures (Cadillacs and Dinosaurs) est une série télévisée d'animation en treize épisodes de 22 minutes produite par Nelvana, basée sur le comics Chroniques de l'ère Xenozoïque, et diffusée du 18 septembre 1993 au 28 janvier 1994 sur le réseau CBS.
En France, elle a été diffusée à partir du 6 avril 1994 sur M6 dans M6 Kid, et au Québec à partir du 2 décembre 1994 à Super Écran.

## Synopsis
L’histoire se déroule après l’an 2627, dans une jungle post-apocalyptique située aux abords des ruines de l’ancienne New York, désormais connue sous le nom de la Cité de la Mer. À la suite d’une catastrophe dont la nature exacte n’est jamais précisée, les sociétés humaines ont dû réapprendre les technologies du XXe siècle, souvent avec un succès limité : depuis cette catastrophe, une grande partie de l’ancien territoire des États-Unis est redevenue sauvage, avec la réapparition soudaine de nombreuses espèces de dinosaures, pourtant éteintes depuis des millions d’années. 
La série raconte les aventures de Jack Tenrec et de son équipe de combattants écologistes surnommés les Mécanos, ayant su préserver une grande partie des connaissances et des technologies du Monde d’Avant.
Hannah Dundee, ambassadrice du territoire de Wasoon, situé quelque part au sud et bien moins avancé technologiquement que la Cité de la Mer, accompagne Jack dans ses missions. Bien qu’elle soit parfois réticente, elle engage Jack comme guide et médiateur, dans l’espoir de faciliter les échanges entre son peuple et cette civilisation plus développée.
Ensemble, Jack et Hannah affrontent les défis environnementaux et sociétaux de ce nouveau monde, où nature et technologie cohabitent parfois difficilement…
Jack est accompagné de Hermès, un jeune dinosaure Trancheur (ou "cutter" en VO), qu’il a recueilli après la mort de sa mère. S’il se montre doux et loyal envers Jack et Hannah, Hermès peut aussi se révéler redoutable et féroce lorsqu’il est menacé.
La série met également en scène une race de lézards intelligents et énigmatiques appelés les « Griths », respectés pour leur sagesse et leur lien spirituel avec la nature.
Jack et les siens doivent faire face à de nombreux ennemis, et notamment le Conseil autoritaire constitué de Dahlgren, Toulouse, mais surtout Scharnhorst, l’ennemie jurée de Jack.
À leurs côtés se trouve également la bande de Hammer Terhune, des bandits brutaux et sans scrupules.

## Épisodes
1. Les pilleurs
2. Autos et rhinos
3. Les robots fous
4. État de siège
5. Mi-humain, mi-sorcier
6. Le rayon maléfique
7. Dites-le avec des fleurs
8. Y'a un lézard
9. Ose Hannah
10. Étrange, étrange
11. Sous le signe du Bélier
12. Adieu, ma jolie
13. L'ami ne fait pas le moine

## Voix françaises
- Maurice Decoster : Jack Tenrec
- Odile Schmitt : Hannah Dundee
- Claude Rollet : Brick
- Marion Game : Gouverneur Scharnhorst
- Marc Moro : Hammer
- Antoine Tomé : Nok
- Olivier Korol : Adamas

 Source et légende : version française (VF) sur RS Doublage